# Kernzone Erftaue Gymnich
Koordinaten: 50° 51′ 3″ N, 6° 44′ 46″ O
Das Naturschutzgebiet Kernzone Erftaue Gymnich liegt auf dem Gebiet der Städte Kerpen und Erftstadt im Rhein-Erft-Kreis in Nordrhein-Westfalen.
Das aus zwei Teilflächen bestehende Gebiet erstreckt sich südöstlich der Kernstadt von Kerpen und nördlich von Gymnich, einem Stadtteil von Erftstadt. Am nördlichen Rand des Gebietes verläuft die Landesstraße L 496, am südwestlichen Rand die A 61 und am östlichen Rand fließt die Erft. Nordwestlich erstreckt sich das 205,4 ha große Naturschutzgebiet Kerpener Bruch sowie die südlich angrenzenden Freiflächen und ehemalige Abgrabungsbereiche.

## Bedeutung
Das etwa 135,5 ha große Gebiet wurde im Jahr 2014 unter der Schlüsselnummer BM-046 unter Naturschutz gestellt.